# Teoría de los arcos dorados
La ley o teoría de los arcos dorados es una teoría elaborada por Thomas Friedman, columnista del New York Times, en su libro homónimo, conocido en idioma inglés como The Lexus and the Olive Tree. 

## Explicación
La ley se popularizó al dar a conocer el hecho de que no hay dos países en los que esté instalado McDonald's y que tengan una cantidad similar de ellos, que se hayan declarado la guerra. Mediante una utilización imaginativa del razonamiento inductivo se llega a la conclusión de que los países con una similar cantidad de McDonald's no se declaran algún conflicto bélico.

## Excepciones
A pesar de ser una teoría bastante eficiente, ha sufrido dos excepciones:
- El ataque de la OTAN a Yugoslavia en 1994: A pesar de tal bombardeo, los partidarios más ortodoxos de la ley incluso niegan que fuera una excepción, ya que no fue una guerra entre países sino entre Yugoslavia y una organización, la OTAN.[1]
- La invasión rusa de Ucrania: Un episodio bélico en curso a gran escala que empezó el 24 de febrero de 2022 y forma parte de la guerra ruso-ucraniana comenzada en 2014. Es el mayor ataque militar convencional en suelo europeo desde las guerras yugoslavas o, incluso, según algunas fuentes, desde la Segunda Guerra Mundial.[2]

El sorprendente hecho que revela esta ley ha sido interpretado de manera muy diversa. Para autores liberales y partidarios de la globalización supone la constatación de cómo los países con mayor libre mercado resuelven sus diferencias de forma pacífica, y cómo la extensión de la globalización debiera extender la paz al aumentar la interdependencia económica y cultural entre los pueblos; al contrario el proteccionismo estatal daría menores incentivos para mantener la paz. Por el contrario, autores marxistas y miembros del movimiento antiglobalización interpretan este hecho como la constatación de la hegemonía norteamericana sobre el modelo de globalización y, sobre todo, como un indicio más de que las decisiones clave en materia política ya no la marcan los gobiernos democráticos siguiendo el interés general, sino las multinacionales siguiendo su interés comercial.